# 쩐의 전쟁 the Original
《쩐의 전쟁 the Original》은 tvN의 12부작 드라마이다. 2008년 3월 7일부터 2008년 5월 16일까지 매주 월~목요일에 방영되었다. 박인권의 연재 만화 쩐의 전쟁이 원작이다.

## 출연진
| 연기자 | 맡은 역 | 극중 직업       | 기타                                                  |
| ------ | ------- | --------------- | ----------------------------------------------------- |
| 박정철 | 금나라  | 사채업자        | 아버지의 빚 때문에 사채업자가 된다.                   |
| 조여정 | 최지인  | 사채업체 여직원 | 미모만 겸비하였고 지성은 떨어지는 여자.               |
| 신구   | 독고철  | 사채업자        | 사체계의 대부. 빌려준 돈은 귀신처럼 받아내는 돈 귀신. |
| 권용운 | 마동포  | 사채업자        | 자칭 머니박스의 2인자.                                |

## 회차별 부제
| 2008년 | 2008년   | 2008년         |
| 회차   | 방송일자 | 부제           |
| ------ | -------- | -------------- |
| 제1회  | 3월 7일  | 피의 빚        |
| 제2회  | 3월 14일 | 가면의 돈      |
| 제3회  | 3월 21일 | 돈 귀신        |
| 제4회  | 3월 28일 | 탐욕의 끝      |
| 제5회  | 4월 4일  | 황금구두 제1화 |
| 제6회  | 4월 11일 | 황금구두 제2화 |
| 제7회  | 4월 18일 | 인간의 돈      |
| 제8회  | 4월 25일 | 잔인한 실수    |
| 제9회  | 5월 2일  | 머니게임       |
| 제10회 | 5월 9일  | 돈에 운다      |
| 제11회 | 5월 16일 | 돈충 1부       |
| 제12회 | 5월 16일 | 돈충 2부       |